# امبرپت
امبرپت (به انگلیسی: Amberpet) یک منطقهٔ مسکونی در هند است که در آندرا پرادش واقع شده‌است.